# 쿠마라굽타 2세
쿠마라굽타 2세(굽타 문자: )는 5세기 후반 굽타 제국의 황제이다. 사르나트에 있는 석가모니의 이미지는 그가 아버지였을 가능성이 가장 높은 푸루굽타의 뒤를 이었다고 기록한다. 부다굽타가 그의 제위를 계승하였다.
굽타 미술을 대표하는 여러 석가모니 불상들은 쿠마라굽타 2세 시기에 조각되었으며, 현재 사르나트 박물관에 소장되어 있다.

## 갤러리

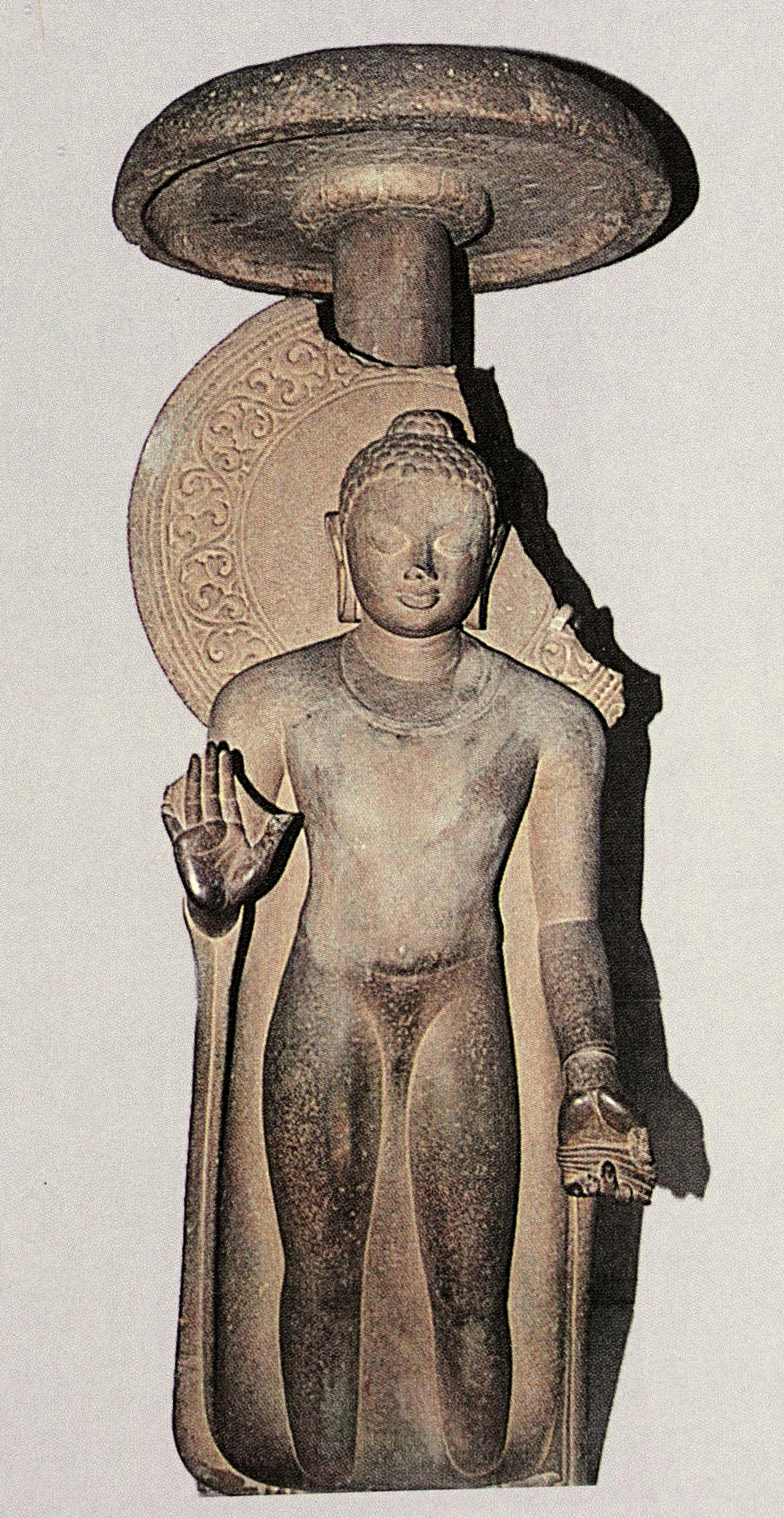
차트라 우산 아래에 서 있는 불상, "쿠마라굽타 2세 통치 기간인 굽타력 154년(서기 474년) 아바야미라의 선물"이라고 새겨져 있다. 사르나트 박물관.
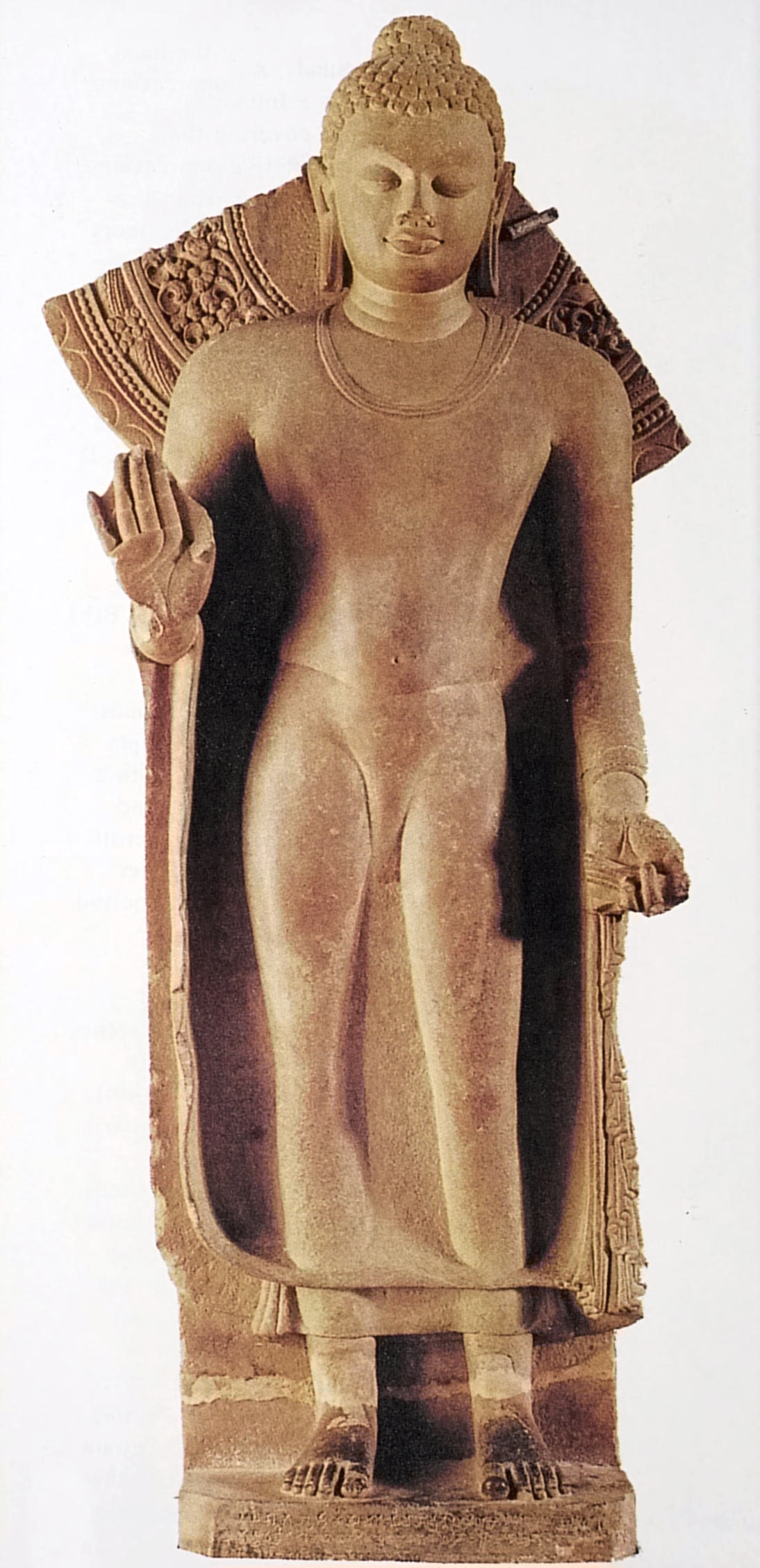
석가모니 입상, "쿠마라굽타 2세 통치 기간인 굽타력 154년(서기 474년) 아바야미라의 선물"이라고 새겨져 있다. 사르나트 박물관.
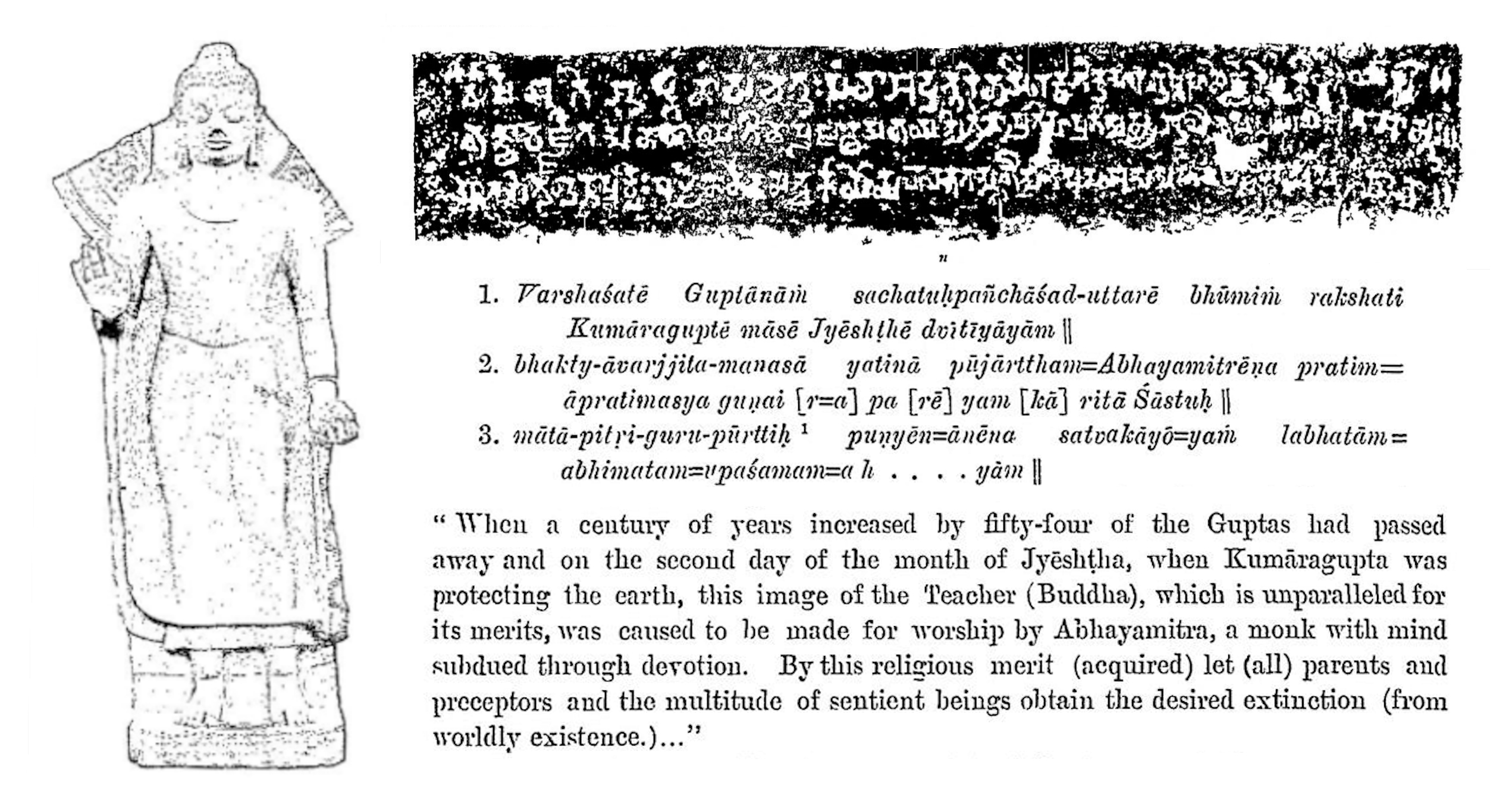
쿠마라굽타의 치세인 굽타 시대 154년에 제작된 불상 비문의 영문 번역본.